# Safe (песня Westlife)
«Safe» — песня Westlife, ведущий сингл с альбома Gravity.
В Ирландии сингл вышел 12 ноября 2010 года. 14 ноября состоялся британский релиз (распространяемый посредством цифровой дистрибуции), а 15 ноября сингл вышел на физическом носителе.

## Работа над песней
«Safe» стал первым с 2002 года синглом-не кавер-версией, из тех, что были заявлены в качестве ведущих синглов для альбомов группы. Авторами песни стали: Джеймс Грюндлер — фронтмен американской группы Golden State, играющей в стиле инди-рок, и Джон Шэнкс — американский продюсер, обладатель премии Грэмми, известный по работе с такими музыкантами, как Джон Бон Джови, Майли Сайрус, Селин Дион, группами Take That и Backstreet Boys.

Джеймс Грюндлер о работе над песней:
Мы сели за рояль, и Джон наиграл несколько аккордов. Мы начали проникаться музыкой, пока не поймали нужные эмоциональные нотки. После я уехал из города, потому что моего отца должны были ввести в Спортивный зал славы его университета в Пенсильвании. Я перенес свои идеи относительно песни на компьютер и отдавал ей любой свободный момент. Я помню, как сидел на стуле в доме моей тети, в подвале своего дома, когда вдруг все сошлось. Я записал черновой вариант на компьютер и отправил его к Джону. Мы были в таком в восторге от композиции и знали, что у нас в руках что-то прекрасное, как будто нетленная классика. Текст песни проходит через некую отстраненную точку зрения: например, вы видите кого-то издалека, возможно, людей, интересных вам. Но каждый раз, когда они предстают перед вами вблизи, появляется ощущение, что у них по-настоящему тяжелый период в жизни. И в этот момент вы желаете протянуть им руку помощи, поддержать их.
Запись композиции проходила в звукозаписывающей студии в Лос-Анджелесе. Продюсером трека выступил Джон Шэнкс. Короткий отрывок песни «Safe» впервые прозвучал в качестве фонововой мелодии на британском телевизионном шоу The X Factor 19 сентября 2010 года. Спустя неделю в эфир попал расширенный вариант новой композиции. 4 октября 2010 года отрывок песни был выложен на сайте группы. А 5 октября состоялась радиопремьера композиции.
Би-сайдом песни «Safe» стала композиция «Please Stay» (в оригинале исполненная The Drifters), которая изначально была предназначена для так и неизданного второго сингла с альбома Where We Are группы Westlife.

## Музыкальное видео
Съемки клипа проходили 21 октября в Лондоне, премьера состоялась 4 ноября. Сюжет видеоклипа представляет собой несколько небольших историй, не связанных между собой, но отражающих содержание песни. Эти мини-сюжеты то и дело сменяют друг друга: из сцены в кафе действие переносится в больничную палату, кадры автомобильной аварии чередуются драматическими кадрами на крыше здания. В кафе на глазах Шейна происходит ссора молодой девушки и парня. Марк, по сюжету попавший в аварию, находится в перевернутом автомобиле, который вот-вот охватит пламенем. В больнице молодой человек пребывает в тревожном ожидании: здесь врачи борются за жизнь его отца. А в сцене на крыше девушку отделяет всего шаг до возможного суицида. Развязка наступает в последних секундах видеоклипа. Шейн заступается за девушку, защищая её от парня, опустившегося до рукоприкладства. Киан, волею случая оказавшийся на пустынной трассе, вытаскивает Марка из горящей машины. В больнице тоже все заканчивается удачно: перед нами кадры счастливого молодого человека, который держит за руку своего отца. В сцене на крыше от последнего шага девушку удерживает Никки, по сюжету играющий её бойфренда.

## Список композиций
1. «Safe» — 3:52
2. «Please Stay» — 3:45

## История релизов сингла
| Страна         | Дата релиза    | Формат                   | Лейбл      |
| -------------- | -------------- | ------------------------ | ---------- |
| Ирландия       | 12 ноября 2010 | Цифровая дистрибуция, CD | Syco Music |
| Великобритания | 14 ноября 2010 | Цифровая дистрибуция     | Syco Music |
| Великобритания | 15 ноября 2010 | CD                       | Syco Music |

## Позиция в чартах
| Страна         | Высшая позиция в чарте |
| -------------- | ---------------------- |
| Великобритания | 10                     |
| Ирландия       | 4                      |